# Končulj
Končulj (en serbe cyrillique : Кончуљ ; en albanais : Konçuli) est une localité de Serbie située dans la municipalité de Bujanovac, district de Pčinja. En 2002, elle comptait 1 306 habitants, dont 937 Albanais (71,73 %).
En septembre 2011, l'assemblée des députés albanais de Preševo, Bujanovac et Medveđa a incité les Albanais de Serbie à boycotter le recensement prévu pour le mois d'octobre de cette année-là ; de ce fait, aucun chiffre de population n'a été communiqué pour les localités de la municipalité de Bujanovac.

## Démographie
| 1948 | 1953  | 1961  | 1971  | 1981  | 1991  | 2002  |
| ---- | ----- | ----- | ----- | ----- | ----- | ----- |
| 666  | 1 027 | 1 185 | 1 219 | 1 343 | 1 278 | 1 306 |

|  |

En 2012, la population de Končulj était estimée à 1 243 habitants.

## Incident du 4 août 2007
Le 4 août 2007, le village de Končulj a été le théâtre d'un incident entre la police et un groupe armé albanais qui attaquait les voitures sur la route menant au Kosovo. Les autorités albanaises de la région ont condamné les opérations de ce groupe. De fait, Končulj est situé dans la vallée de Preševo, où, entre 1999 et 2001, une organisation appelée Armée de Libération de Preševo, Medveđa et Bujanovac (en albanais : Ushtria Çlirimtare e Preshevës, Medvegjës dhe Bujanocit) avait déjà opéré, ayant comme but d’adjoindre ces trois municipalités au Kosovo.